# Heteropelma scaposum
Heteropelma scaposum är en stekelart som först beskrevs av Morley 1913.  Heteropelma scaposum ingår i släktet Heteropelma och familjen brokparasitsteklar. Inga underarter finns listade i Catalogue of Life.